# Рокітниця (Поморське воєводство)
Рокітниця (пол. Rokitnica, нім. Müggenhahl) — село в Польщі, у гміні Прущ-Гданський Ґданського повіту Поморського воєводства.
Населення — 925 осіб (2011).

## Демографія
Демографічна структура станом на 31 березня 2011 року:
|          | Загалом | Допрацездатний вік | Працездатний вік | Постпрацездатний вік |
| -------- | ------- | ------------------ | ---------------- | -------------------- |
| Чоловіки | 456     | 117                | 316              | 23                   |
| Жінки    | 469     | 117                | 293              | 59                   |
| Разом    | 925     | 234                | 609              | 82                   |